# بال‌توریان خاردار
بال‌توریان خاردار(نام علمی: Rhachiberothidae) نام یک تیره از راسته بال‌توری‌سانان است.